# Gjøvik-Lyn
Gjøvik-Lyn is een Noorse voetbalvereniging uit Gjøvik, in de fylke Innlandet. In 1902 werd de club opgericht. De traditionele kleur is rood.

## Geschiedenis
De club speelde vier seizoenen in de hoogste klasse en won in 1962 de beker in de finale met 2-0 tegen SK Vard Haugesund. Hierdoor kon de club Europees spelen in 1963/64, maar werd vernederd door APOEL Nicosia dat in de tweede ronde zelf een pak slaag kreeg van Sporting Lissabon (1-16).
Sinds de jaren zeventig speelde het niet meer in de hoogste klasse. Het kwam in de meeste seizoenen uit in de amateurreeksen.

## Erelijst
- Beker van Noorwegen
  - Winnaar: 1962

## Gjøvik-Lyn in Europa
- 1R = eerste ronde

| Seizoen | Competitie   | Ronde | Land            | Club          | Totaalscore | 1e W    | 2e W    | PUC |
| ------- | ------------ | ----- | --------------- | ------------- | ----------- | ------- | ------- | --- |
| 1963/64 | Europacup II | 1R    | Vlag van Cyprus | APOEL Nicosia | 0-7         | 0-6 (U) | 0-1 (T) | 0.0 |

Zie ook:
- Deelnemers UEFA-toernooien Noorwegen
- Ranglijst van alle clubs die in de diverse Europa Cups zijn uitgekomen